# Jurnalele lui Carrie
Jurnalele lui Carrie (original engleză The Carrie Diaries) este o serie de romane scrise de Candace Bushnell. 
După acestea a fost realizat un serial american de TV,care povestește viața din liceu a celebrului personaj Carrie Bradshaw din Sex and the City.Cele două producții TV au fost ecranizate după cărțile autoarei Candace Bushnell.Primul sezon s-a concentrat pe Carrie și pe stagiul său de internship în cadrul unei firme de avocatură.Acțiunea are loc în anul 1984,în orașul american Castlebury,Connecticut.Mama lui Carrie murise de puțin timp,ea a rămas doar cu sora ei mai mică,Dorrit, și cu tatăl lor,care a încercat să le crească foarte bine și să le dea cele mai bune exemple.În data de 11 mai 2012,CW a cerut să se realizeze serialul care urma să aibă 13 episoade în primul sezon și să aibă premiera în 14 februarie 2013.Apoi,patru luni mai târziu a debutat și sezonul al doilea.În 8 mai 2014, CW a anulat serialul după primele două sezoane apărute.Carrie este o fată ambițioasă și foarte cuminte,care este puternică deși de curând și-a pierdut mama.Ea râmâne cu tatăl și cu sora ei și duc o viață decentă și liniștită în orășelul american Castleburry din Connecticut.Este la liceu,unde îi are ca prieteni pe Maggie,Mouse și Walter, iar când în liceul lor apare un băiat noul și misterios,Sebastian Kydd,se îndrăgostește de el și au o relație.Din cauza faptului că tatăl ei dorea să devină avocat,Carrie începe un internship la o mare firmă din New York,dar renunță imediat,pentru că o revistă glossy de modă îi observă abilitățile în domeniu,asta datorită genții pe care mama ei i-a lasăt-o și pe care a personalizat-o.În scurt timp,Larissa Loughlin o angajează,dar când tatăl acesteia află,existența în firmă îi este complicată,până când acesta realizează faptul că,Carrie este foarte pricepută în domeniul modei,așa că o lasă să continuie.Peripețiile adolescentei și ale prietenilor ei pot fi urmărite în cele două sezoane ale serialului.Nu se știe dacă va exista și al treilea sezon fiindcă CW a anulat deocamdată producția serialului.
Cast-ul serialului:
- AnnaSophia Robb - Carrie Bradshaw (protagonistă și voice-over-ul serialului)

- Austin Butler - Sebastian Kydd - puștiul nou din liceu,genul de bad boy de care se îndrăgostesc toate fetele.

- Ellen Wong - Jill "Mouse" Chen - una din cele mai bune prietene a lui Carrie,care este tocilara liceului.Ea acceptă o ofertă de a merge la Harvard în finalul sezonului doi.

- Katie Findlay - Maggie "Maggs" Landers - altă foarte bună prietenă a lui Carrie,care este foarte preocupată de modă și cea mai dornică de o relație din grupul lor.Fosta lui Walter,despre care află că este gay și nu acceptă decât pe parcurs.

- Stefania LaVie Owen - Dorrit Bradshaw - sora de 14 ani a lui Carrie,care este rebelă,capricioasă și face mereu ce vrea,adesea încălcând reguli și intrând în belele.

- Brendan Dooling - Walter "Walt" Reynolds -  Prietenul gay a lui Carrie care a avut o relație cu Maggie și apoi se îndrăgostește de un angajat al revistei Interview,fapt care îl ajută să descopere adevăratul său interes sexual.Este ajutat de Donna să se accepte așa cum este,fiindcă prietenele lui nu prea îl înțelegeau,mai ales Maggie.

- Chloe Bridges - Donna La Donna - Una din fetele rele și populare din liceu,inamica lui Carrie care îi face mereu zile fripte și nu scapă nicio ocazie pentru a o umili sau pentru a-i fura băieții pe care ea pune ochii,in special Sebastian Kydd.

- Freema Agyeman - Larissa Loughlin, o importantă persoană din cadrul revistei de modă Interview,care este mentorului lui Carrie în New York.Aceasta are un stil inedit și este de origine engleză.La finalul sezonului doi,se mărită cu cel mai bun prieten al tatălui lui Carrie,Harlan.Cei doi se cunosc datorită lui Carrie.

- Matt Letscher - Tom Bradshaw - Tatăl lui Carrie și Dorrit,care este supraprotectiv cu cele două fete.Când afla de slujba lui Carrie la revista Larissei,acesta se supără și nu o mai ajută financiar,o pedepsește,apoi n-o mai susține.Mai târziu, ea se mută la New York,dar el este mândru de fata lui.

Referințe:
1. Hibberd, James (8 noiembrie 2012). "'Carrie Diaries' gets CW premiere date".Entertainment Weekly. Retrieved 8 noiembrie 2012.
2. ^ Jump up to:a b Kondolojy, Amanda (9 mai 2013). "'Nikita' Renewed For A Short (Final?) 4th Season & 'The Carrie Diaries' Renewed For 2nd Season". TV by the Numbers. Retrieved 10 mai 2013.
3. Jump up^ Mittovich, Matt (24 iunie 2013). "Fall TV Premiere Dates: The CW Once Again Opens Its Season in October". TV Line. Retrieved 24 iunie 2013.
4. Jump up^ Kondolojy, Amanda (8 mai 2014). "'Carrie Diaries', 'Tomorrow People' & 'Star-Crossed' Cancelled by The CW". TV by the Numbers. Retrieved 8 mai 2014.
5. Jump up^ Bucksbaum, Sydney (15 august 2013). "'Carrie Diaries' Season 2 scoop: How will Carrie Bradshaw meet Samantha Jones?". Zap2It. Retrieved 2 februarie 2014.
6. ^ Jump up to:a b Bricker, Tierney (20 iulie 2013). "The Carrie Diaries Casts Samantha Jones For Season 2". E! Online. Retrieved 20 iulie 2013.
7. Jump up^ Slezak, Michael (20 iulie 2013). "The Carrie Diaries Scoop: Meet Young Samantha!". TV Line. Retrieved 21 iulie 2013.
8. Jump up^ Andreeva, Nellie (11 septembrie 2011). "'The Carrie Diarires' Now Officially At CW With 'Gossip Girl' Producers On Board". Deadline.com. Retrieved 15 iulie 2012.
9. Jump up^ Hibberd, James (18 ianuarie 2012). "CW orders 'Sex and the City' prequel pilot, more". Entertainment Weekly. Retrieved 6 septembrie 2012.
10. Jump up^ Goldberg, Lesley; Rose, Lacey (11 mai 2012). "CW's 'Carrie Diaries,' 'Arrow,' 'Cult,' 'First Cut,' 'Beauty and the Beast' Ordered to Series". Hollywood Reporter. Retrieved 12 mai 2012.
11. Jump up^ "The CW Confirms "Carrie Diaries," "Beauty and the Beast" Episode Orders; Other Post-Upfront Notes". Thefutoncritic.com. 16 mai 2013. Retrieved 18 mai 2013.
12. Jump up^ Hibberd, James (15 februarie 2012). "'Carrie Diaries' casting scoop: Bradshaw's sister is... – EXCLUSIVE". Entertainment Weekly. Retrieved 28 februarie 2012.
13. Jump up^ Oldenburg, Ann (27 februarie 2012). "AnnaSophia Robb lands role as young Carrie Bradshaw". USA Today. Retrieved 28 februarie 2012.
14. Jump up^ Wightman, Catriona (28 februarie 2012). "'Sex and the City' prequel casts Katie Findlay, Ellen Wong". Digital Spy. Retrieved 28 februarie 2012.
15. Jump up^ Andreeva, Nellie (2 martie 2012). "Sarah Wright & Amy Huberman Get Leads In NBC Pilots, Austin Butler In 'Carrie Diaries'". Deadline.com. Retrieved 3 martie 2012.
16. ^ Jump up to:a b Andreeva, Nellie (4 martie 2012). "Billy Burke In 'Revolution', David Harbour In 'Midnight Sun' Among Pilot Cast Additions". Deadline.com. Retrieved 6 martie 2012.
17. Jump up^ Etkin, Jaimie (8 aprilie 2013). "'Carrie Diaries' Finale: Brendan Dooling Previews What's To Come For Walt". The Huffington Post. Retrieved 28 iulie 2013.
18. Jump up^ Andreeva, Nellie (9 martie 2012). "Carrie Bradshaw Gets A Father, Cuba Gooding Gets A Wife In Pilot Castings". Deadline.com. Retrieved 10 martie 2012.
19. Jump up^ Andreeva, Nellie (14 martie 2012). "Pilots 'Revolution', 'Baby Big Shot' & 'Carrie Diaries' Add Regulars". Deadline.com. Retrieved 15 martie 2012.
20. Jump up^ "Poppy Delevingne Samantha Jones audition".
21. Jump up^ Bricker, Tierney; Santos, Kristin (9 mai 2014). "The Carrie Diaries Canceled: Boss Reveals How Carrie Would've Met Miranda and More". E! Online. Retrieved 11 mai 2014.
22. Jump up^ Kondolojy, Amanda (15 ianuarie 2013). "Monday Final Ratings: 'How I Met Your Mother,' 'The Bachelor' Adjusted Up". TV by the Numbers. Retrieved 16 ianuarie 2013.
23. Jump up^ Kondolojy, Amanda (9 aprilie 2013). "Monday Final Ratings: 'The Voice' & 'Dancing With the Stars' Adjusted Up; 'Revolution' Adjusted Down + Basketball Finals". TV by the Numbers. Retrieved 9 aprilie 2013.
24. Jump up^ Patten, Dominic (23 mai 2013). "Full 2012-2013 TV Season Series Rankings".Deadline Hollywood. Retrieved 25 mai 2013.
25. Jump up^ "'The Carrie Diaries' review: Forget about 'Sex and the City' and enjoy The CW's new series". Metacritic. Retrieved 16 ianuarie 2012.
26. Jump up^ Pennington, Gail (14 ianuarie 2012). "TV review: CW's 'Carrie Diaries' is a charmer".St. Louis Post-Dispatch. Retrieved 16 ianuarie 2012.
27. Jump up^ LaScala, Marisa (14 ianuarie 2012). "'The Carrie Diaries': High School Origin Story".PopMatters. Retrieved 16 ianuarie 2012.
28. Jump up^ Spinwall, Alan (14 ianuarie 2012). "Review: CW's 'The Carrie Diaries' takes 'Sex and the City' back to the '80s". Hitfix. Retrieved 16 ianuarie 2012.
29. Jump up^ http://www.rottentomatoes.com/tv/the-carrie-diaries/s02
30. Jump up^ Kondolojy, Amanda (16 mai 2013). "CW 2013-14 Primetime Schedule: 'Hart of Dixie' and 'Beauty and the Beast' Pair Monday, 'Supernatural' to Tuesday, 'The Carrie Diaries' Friday + 'Nikita' TBD". TV by the Numbers. Retrieved 16 mai 2013.
31. Jump up^ "Citytv Announces 2013 Mid-Season Premiere Dates". 11 decembrie 2012. Retrieved 21 martie 2013.
32. Jump up^ Furquim, Fernanda (16 mai 2013). "'The Carrie Diaries' apresentará o primeiro encontro de Carrie e Samantha". Veja (in Portuguese). Editora Abril. Retrieved 1 iunie 2013.
33. Jump up^ "Five of the best programs on TV this summer". 12 decembrie 2012. Retrieved 3 aprilie 2013.
34. Jump up^ "THE CARRIE DIARIES < 10.30PM @ 8TV / Start 5 MARCH 2013". 5 martie 2013. Retrieved 26 februarie 2014.
35. Jump up^ "The Carrie Diaries". Updated. Retrieved 26 februarie 2014.
36. Jump up^ THE CARRIE DIARIES - Shows - ETC